# Black Robe – Am Fluß der Irokesen
Black Robe – Am Fluß der Irokesen (Originaltitel: Black Robe) ist ein kanadisch-australischer Spielfilm aus dem Jahr 1991. Der australische Regisseur Bruce Beresford verfilmte nach dem Drehbuch von Brian Moore, das auf dessen Roman Schwarzrock (Black Robe) von 1985 basierte, die tragische Geschichte vom Aufeinanderprallen zweier Kulturen und der Feindschaft der Indianer untereinander.

## Handlung
Die Handlung des Films beginnt im Jahr 1634 in einer kleinen französischen Siedlung in Kanada, dem zukünftigen Québec, in der jesuitische Missionare ohne großen Erfolg versuchen, die in der Gegend lebenden Algonkin-Indianer zum Christentum zu bekehren. Der Gründer der Siedlung, Samuel de Champlain, sendet den jungen Jesuitenpater Laforgue aus, um eine katholische Mission in einem entfernten Huronendorf zu gründen. Begleitet wird Laforgue von Daniel, der nicht zu den Jesuiten gehört, sowie von einer indianischen Familie, die ihn zum Dorf der Huronen führen soll: dem reiseerfahrenen Chomina, der hellseherische Träume hat, seiner Frau und seiner Tochter Annuka. Während der Reise verlieben sich Daniel und Annuka ineinander.
Die Reisenden treffen auf eine Gruppe Montagnais-Indianer, die noch nie Kontakt mit den Franzosen hatte. Der kleinwüchsige Schamane der Montagnais ist misstrauisch und missgönnt Laforgue seinen Einfluss auf die Algonkin. Er beschuldigt ihn, ein Dämon zu sein, und überredet Chomina und seine Familie, die beiden Franzosen zu verlassen und die Montagnais zu begleiten. Laforgue bleibt allein zurück, denn Daniel will sich nicht von Annuka trennen und verfolgt die Indianer durch den Wald. Als einer der Indianer versucht, Daniel zu erschießen, bereut Chomina seine Entscheidung und kehrt zusammen mit den beiden Frauen und Daniel sowie einem Krieger und seinem kleinen Sohn zu Laforgue zurück.
Nachdem sie ihn gefunden haben, werden sie von Irokesen überfallen; Chominas Frau und der Krieger werden getötet, die übrigen werden gefangen genommen und in das Lager der Irokesen gebracht, wo sie langsam zu Tode gefoltert werden sollen – sein Sohn wird dabei vor aller Augen getötet. Annuka gelingt es in derselben Nacht, einen der Bewacher zu verführen und die übrigen zu befreien.
Chomina ist aufgrund einer Verletzung, die er bei der Gefangennahme erlitten hat, tödlich verwundet. Die Flüchtenden sind gezwungen, ihn im Schnee zurückzulassen, wo er erfrieren wird. Laforgue gelingt es nicht, ihn vor seinem Tod noch zum Christentum zu bekehren. Als Chomina stirbt, erscheint ihm ein Geist, um ihn zu holen.
Annuka und Daniel bringen Laforgue in die Nähe des Huronendorfes, lassen ihn aber alleine hingehen, weil Chomina es so geträumt hat. Laforgue muss feststellen, dass die Huronen die Jesuiten für die grassierende Pockenepidemie verantwortlich machen und daher einen der beiden getötet haben. Der andere Priester, der im Sterben liegt, fordert Laforgue auf, den erkrankten Huronen anzubieten, sie zu taufen und sie so zu retten. Als Laforgue den Huronen gegenübertritt, fragt der Häuptling ihn, ob er die Indianer liebe. Laforgue denkt an all die Indianer, die er auf seiner Reise getroffen hat, und antwortet etwas zögerlich mit Ja. Daraufhin lassen sich die Huronen taufen und nehmen den christlichen Glauben an.
Der Film endet mit einem goldenen Sonnenaufgang, aber eine Texttafel erzählt, dass die Irokesen die Huronen fünfzehn Jahre später überrannten und die Missionsstation zerstörten.

## Auszeichnungen
- 1991: Black Robe wurde mit sechs Genie Awards, den „kanadischen Oscars“, ausgezeichnet und in vier weiteren Kategorien nominiert
- 1992 gewannen Stéphane Reichel, Sue Milliken und Robert Lantos zusammen einen Genie Award
- 1992 gewann Peter James den Preis des Cinematographer of the Year der Australian Cinematographers Society
- 1992 gewann Peter James einen AFI Award des Australian Film Institutes
- 1992 gewann der Film einen Golden Reel Award der US-amerikanischen Motion Picture Sound Editors

## Hintergrundinformationen
In Deutschland wurde der Film gelegentlich als Western kategorisiert. Das wird zwar allgemein als unkorrekt angesehen, hängt jedoch andererseits von der stark variierenden Genredefinition ab; ein im Sächsischen beheimateter Forscher zum Beispiel sieht große Defizite gerade in dieser Frage und stellt die vermeintliche „Heimat-Sparte“ Hollywoods in einen anderen, logischeren Kontext: Demnach hat der Western seinen tiefen Ursprung in der Entdeckung und Eroberung des nordamerikanischen Kontinents – was übrigens die heutigen Staatsgebiete von Kanada wie auch von Mexiko mit einbezieht – durch den weißen Mann, seine Begegnung mit den Ureinwohnern und allen daraus resultierenden Konflikten (später dann auch die der Weißen untereinander). Aus diesem Blickwinkel ist Beresfords meisterliche Arbeit gerade aufgrund ihrer eindrucksvollen Schilderung indianischen Lebens durchaus als Western anzusehen. Gedreht wurde in Kanada, in der Provinz Québec; die Rückblenden entstanden im französischen Rouen. Das Einspielergebnis betrug über 8,2 Millionen US-Dollar.

## Kritiken
- Die Chicago Sun-Times sprach von einer der realistischsten Beschreibungen indianischen Lebens, die je verfilmt wurden, und brachte zum Ausdruck, die ersten Begegnungen zwischen den Indianern Nordamerikas seien wohl eher so gewesen, wie in Black Robe beschrieben, und nicht mit den in Der mit dem Wolf tanzt beschriebenen mitreißenden Abenteuern zu vergleichen. Roger Ebert, 1. November 1991: „one of the most realistic depictions of Indian life I have seen.“[1]
- Nachdem die New York Times Book Review beim Buch von „Heiligenlegende“ gesprochen hatte, lobte die New York Times: „Dieser Film ist großartig.“
- film-dienst 11/1992: „Statt die Möglichkeit zu einem diskussionswerten Drama des Zusammenpralls religiös-kultureller Gegensätzlichkeiten zu nutzen, erschöpft sich der Film in bunter Abenteuerlichkeit mit schönen Landschaftsaufnahmen und drastischer Darstellung von Brutalität.“[2]